# Ван Бюрън (окръг, Айова)
Окръг Ван Бюрън (на английски: Van Buren County) е окръг в щата Айова, Съединени американски щати. Площта му е 1272 km², а населението - 7809 души (2000). Административен център е град Киасокуа.